# Gorczańska Chata

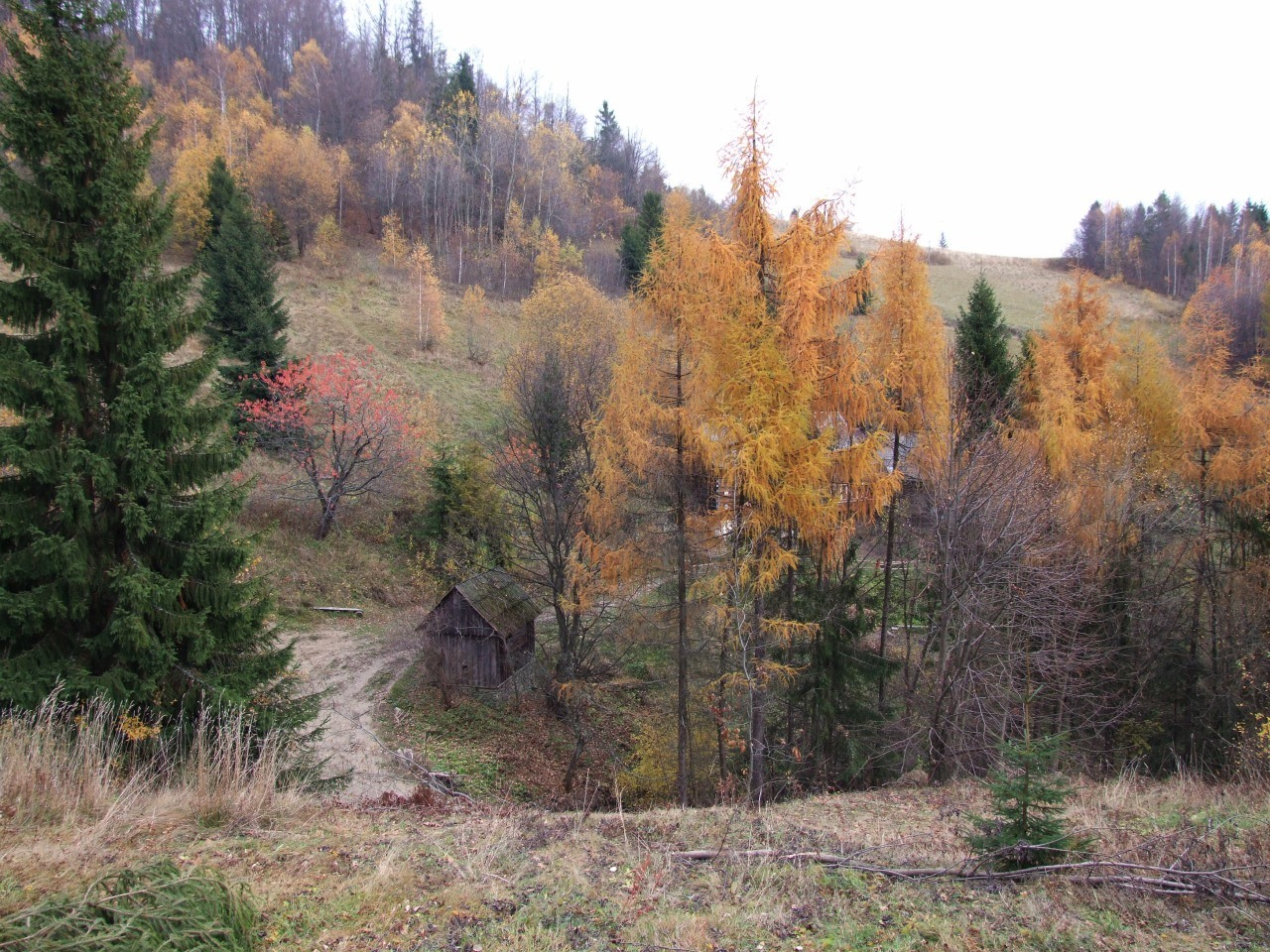
Otoczenie obiektu

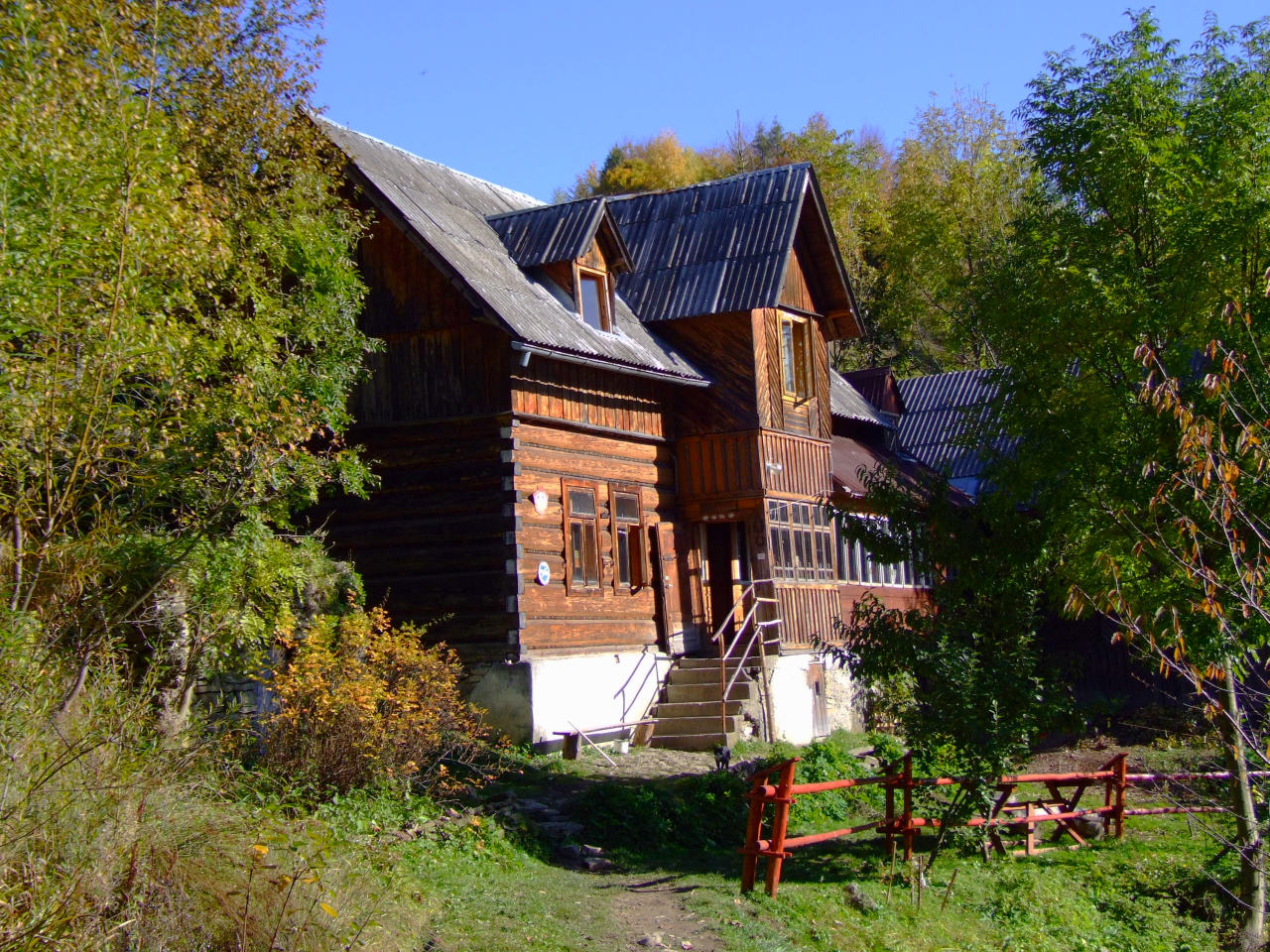
Budynek

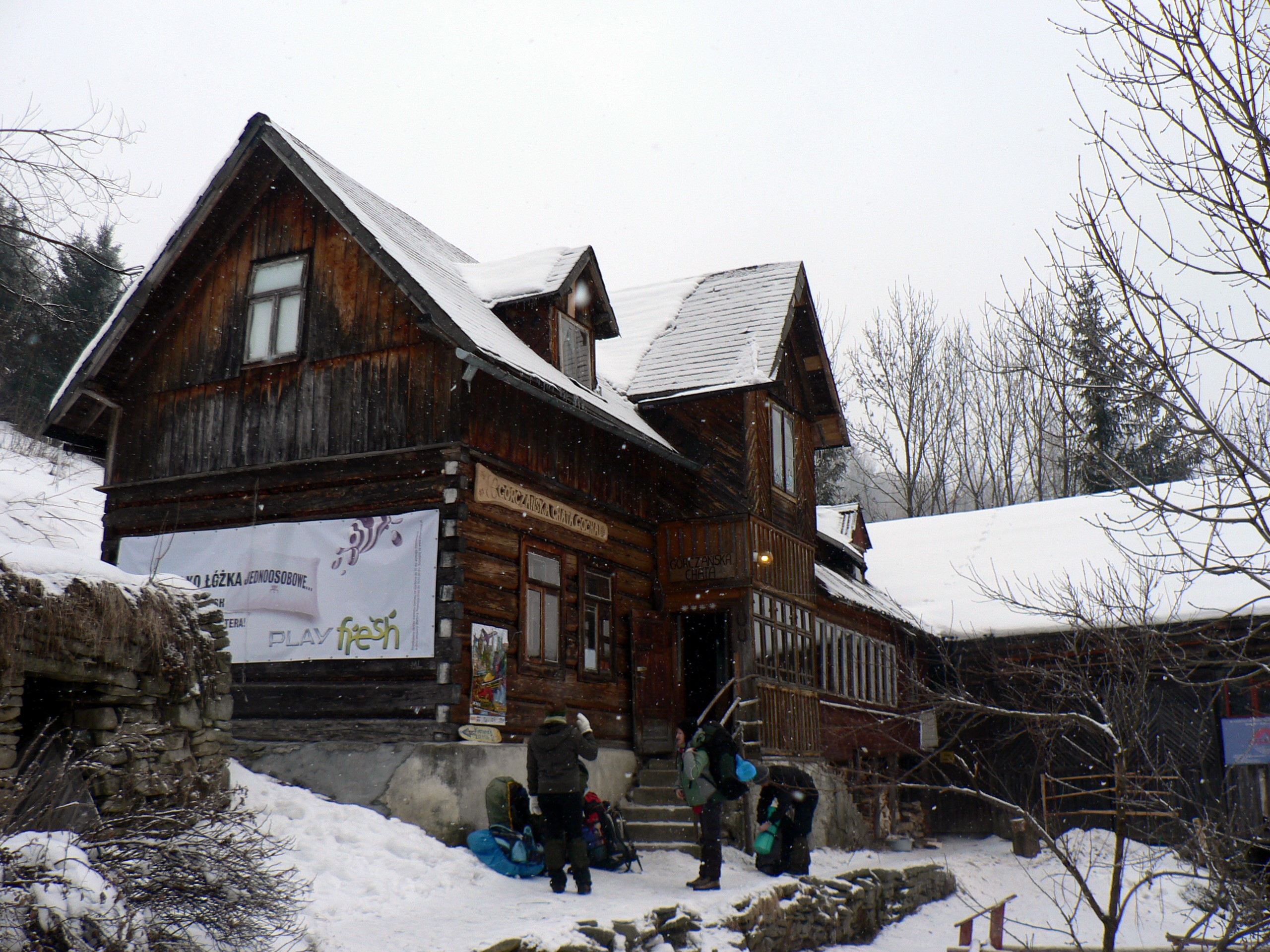
Chatka zimą

Gorczańska Chata – „GoCha” (dawniej Hawiarska Koliba oraz przez krótki czas Gorczańsko-Ochotnicka Chatka Akademicka „Gocha”) – nieistniejąca chatka studencka w Gorcach, będąca własnością Oddziału Akademickiego PTTK w Krakowie, ostatnio prowadzona przez Stowarzyszenie Turystyczno – Krajoznawcze GUG.
Znajdowała się na południowych stokach Pasma Gorca, w zalesionej i górzystej części miejscowości Ochotnica Górna. Położona była z dala od centrum wsi, w bocznej dolinie potoku Jamne, ok. 25 min. pieszo od drogi prowadzącej wzdłuż tego potoku. Do budynku nie był możliwy dojazd samochodem; dojście wyłącznie pieszo, stromą drogą przez świerkowy las.
Po zachodniej stronie obiektu znajduje się eksklawa Gorczańskiego Parku Narodowego (fragment odizolowany od właściwego obszaru parku).

## Pożar
Chatka uległa całkowitemu zniszczeniu na skutek pożaru, który wybuchł około godz. 21 w dniu 29 października 2022 roku. Problemem okazało się położenie budynku, co uniemożliwiło wjazd ciężkiego sprzętu pożarniczego oraz dostarczenie wody dla lekkich jednostek straży pożarnej w akcji gaśniczej. Osoby przebywające w tym czasie na terenie budynku zostały ewakuowane.
Na mocy decyzji Zarządu Oddziału Akademickiego PTTK w Krakowie 11 listopada 2022 roku rozpoczęto zbiórkę pieniędzy na cel odbudowy Gorczańskiej Chaty (za pośrednictwem platformy zrzutka.pl). Organizatorzy postawili sobie za cel odbudowę drewnianego budynku „na planie jak najbardziej zbliżonym do starej Chaty”, mogącego działać jako chatka studencka i zaoferować podobną liczbę miejsc noclegowych.

## Warunki pobytu
Obiekt oferował 43 miejsca noclegowe w trzech dużych pokojach (11-, 14- i 18-osobowym) na pryczach piętrowych z materacami i kocami (konieczny był śpiwór). Posiadał prąd elektryczny, bieżącą zimną wodę i węzeł sanitarny. Okresowo mogły występować problemy z dostawą wody. Od 2012 roku budynek był wyposażony w biologiczną oczyszczalnię ścieków. „Gorczańska Chata” funkcjonowała na zasadzie studenckich chatek. Stosowany był rozwinięty system zniżek wewnętrznych oraz PTTK.
Oferowała ona swoim gościom i bywalcom ciepłą herbatę oraz kawę. Nie oferowała wyżywienia, do dyspozycji była natomiast duża kuchnia, w której można samodzielnie przyrządzić sobie posiłki z własnego prowiantu. Kuchnia wyposażona była we wszelki niezbędny do tego sprzęt. Obok chatki znajduje się miejsce do palenia ogniska.

## Czas otwarcia
Obiekt był czynny przez cały rok; w niektórych terminach konieczne było wcześniejsze uzgodnienie pobytu.

## Pochodzenie nazwy
Dawna nazwa pochodzi od nazwy Studenckiego Klubu Organizatorów i Sympatyków Turystyki „Hawiarska Koliba” przy AGH w Krakowie. Koliba w gwarze góralskiej oznacza po prostu szałas, bacówkę, zaś hawiarzami dawniej nazywano górniko-hutników zajmujących się poszukiwaniem, wydobywaniem i wytapianiem rud.

## Szlaki turystyczne
– żółty z Ochotnicy Górnej, doliną potoku Jamne, obok chatki, przez Kosarzyska i Polanę Przysłop Dolny na grzbiet Pasma Gorca, do połączenia ze szlakiem zielonym na Gorc.
- czas przejścia od skrzyżowania dróg w Ochotnicy Górnej do chatki 1:45 h, ↓ 1:15 h, deniwelacja 240 m
- czas przejścia od chatki do skrzyżowania szlaków na Przysłopie Dolnym 1:40 h, ↓ 1 h, deniwelacja 360 m